# ワンマイル
ワンマイルは、遊技場の企画運営、模型の製造販売、印刷物の製作などを行う日本の企業。

## 概要
2004年8月2日設立。本社所在地は福岡県筑紫野市二日市西3丁目12-1、代表取締役は手嶋通久である。
同和鉱業片上鉄道線吉ヶ原駅跡の柵原ふれあい鉱山公園で鉄道車両の動態保存を行っている「片上鉄道保存会」の会員でもあり、同会のオフィシャルDVDの販売などの活動も行っている。

## 模型事業
1/150サイズの鉄道車両の模型や1/80サイズのバスの模型を発売している。
本社が福岡にあるため、鉄道車両は福岡市営地下鉄3000系や、西鉄200形等の、地元に縁のある車両を展開している。福岡関連だけでなく、全国区の車両としては国鉄キハ04形気動車を製品化しており、さいたま市の鉄道博物館がオープンした際には同館に収蔵されたキハ41307号の展示仕様がミュージアムショップ限定で販売された。
バスは西日本車体工業製の車両だが、こちらは西鉄バスに加えて本州の事業者の車両も製品化している。
当初はダイキャスト製だったが、2019年からはプラスチック製の模型も販売されている。